# Партридж (Канзас)
Партридж (англ. Partridge) — місто (англ. city) в США, в окрузі Ріно штату Канзас. Населення — 209 осіб (2020).

## Географія
Партридж розташований за координатами 37°58′0″ пн. ш. 98°5′32″ зх. д. / 37.96667° пн. ш. 98.09222° зх. д. (37.966559, -98.092306).  За даними Бюро перепису населення США в 2010 році місто мало площу 0,78 км², уся площа — суходіл.

## Демографія
Згідно з переписом 2010 року, у місті мешкало 248 осіб у 97 домогосподарствах у складі 67 родин. Густота населення становила 317 осіб/км².  Було 106 помешкань (136/км²).
Расовий склад населення:
| - 90,7 % — білих - 3,2 % — корінних американців - 2,0 % — осіб інших рас |

До двох чи більше рас належало 4,0 %. Частка іспаномовних становила 5,6 % від усіх жителів.
За віковим діапазоном населення розподілялося таким чином: 27,0 % — особи молодші 18 років, 54,0 % — особи у віці 18—64 років, 19,0 % — особи у віці 65 років та старші. Медіана віку мешканця становила 42,5 року. На 100 осіб жіночої статі у місті припадало 95,3 чоловіків;  на 100 жінок у віці від 18 років та старших — 88,5 чоловіків також старших 18 років.
Середній дохід на одне домашнє господарство  становив 65 852 долари США (медіана — 46 250), а середній дохід на одну сім'ю — 75 618 доларів (медіана — 58 036). За межею бідності перебувало 8,7 % осіб, у тому числі 34,8 % дітей у віці до 18 років та 6,7 % осіб у віці 65 років та старших.
Цивільне працевлаштоване населення становило 150 осіб. Основні галузі зайнятості: освіта, охорона здоров'я та соціальна допомога — 25,3 %, будівництво — 18,7 %, мистецтво, розваги та відпочинок — 15,3 %, науковці, спеціалісти, менеджери — 12,0 %.